# Куйган (Тарбагатайский район)
Куйган (каз. Құйған) — село в Тарбагатайском районе Восточно-Казахстанской области Казахстана. Административный центр Куйганского сельского округа. Код КАТО — 635851100.

## Население
В 1999 году население села составляло 2025 человек (1034 мужчины и 991 женщина). По данным переписи 2009 года, в селе проживало 1497 человек (775 мужчин и 722 женщины).